# Wywiad Wojskowy Narodowej Armii Ludowej NRD
Wywiad Wojskowy Narodowej Armii Ludowej NRD (niem. Militärische Aufklärung der Nationalen Volksarmee) – organ kierownictwa wojskowego NRD, podlegający szefowi Sztabu Głównego Narodowej Armii Ludowej. Instytucja wywiadowcza utworzona do pozyskiwania, przetwarzania, analizy i oceny informacji o sytuacji wojskowo-politycznej obcych państw i ich sił zbrojnych. Prowadziła rozpoznanie osobowe i rozpoznanie elektromagnetyczne.
Wywiad wojskowy NRD ściśle współpracował z Ministerstwem Bezpieczeństwa Państwowego NRD (niem. Ministerium für Staatssicherheit – MfS) oraz GRU (ros. Главное Разведывательное Управление, Gławnoje Razwiedywatielnoje Uprawlenije).

## Historia
Wywiad Wojskowy Narodowej Armii Ludowej NRD powstał w 1950 jako Wydział Zwiadu Skoszarowanej Policji Ludowej NRD (niem. Kasernierten Volkspolizei – KVP). Po utworzeniu w 1956 na jej bazie NAL włączono go do struktur Ministerstwa Obrony Narodowej NRD.

## Nazwy
Jego nazwa była zmieniana wielokrotnie:
- 1952–1953 – Zarząd Spraw Ogólnych (niem. Verwaltung für Allgemeine Fragen), 56 osób personelu
- 1953–1956 – Zarząd 19 (Verwaltung 19), kryptonimy: Oddział 1000 (Dienststelle 1000), Zarząd 1000 (Verwaltung 1000), 100-431 osób
- 1956–1959 – Zarząd Koordynacji (Verwaltung für Koordinierung)
- 1959–1964 – Zarząd 12 (12. Verwaltung)
- 1964–1984 – Zarząd Wywiadu (Verwaltung Aufklärung), >1200 osób
- 1984–1990 – Pion Wywiadu (Bereich Aufklärung), 2240 osób, w tym 773 oficerów i 8 generałów
- 1990 – Centrum Informacji Ministerstwa Rozbrojenia i Obrony (Informationszentrum des Ministeriums für Abrüstung und Verteidigung)[1]

## Podział organizacyjny
- Wydział Spraw Politycznych (niem. Abteilung für Grundsatzfragen)
- Wydział Operacyjnego Zabezpieczenia i Kontroli (Abteilung Operative Sicherstellung und Kontrolle), ok. 30 żołnierzy
- Wywiad Agenturalny (Agenturische Aufklärung), w 1984 przemianowany na 1 Zarząd (1. Verwaltung), ok. 160
- Wywiad Strategiczny (Strategische Aufklärung), 1984 przemianowany na 2 Zarząd (2. Verwaltung), ok. 250; koordynujący też pracę sieci attachés wojskowych NRD w 49 krajach
- Wywiad Operacyjno-Taktyczny (Operativ-Taktische Aufklärung), 1984 przemianowany na 3 Zarząd (3. Verwaltung), ok. 50
- Zabezpieczenie Operacyjne (Operative Sicherstellung), od 1984 Zarząd Zabezpieczenia Operacyjnego (Verwaltung Operative Sicherstellung), ok. 340
- Służba Informacyjna (Informationsdienst), ok. 130
- Wojskowy Instytut Badawczy (Militärwissenschaftliches Institut – MWI), Klietz, ok. 150; ośrodek kształcenia kadr, funkcjonował na prawach wydziału Akademii Wojskowej im. Friedricha Engelsa (Militärakademie Friedrich Engels – MAK Friedrich Engels) w Dreźnie
- 2 Pułk Rozpoznania Radiowego (Funkaufklärungsregiment 2), Dessau, ok. 900
- Szkoła Językowa (Sprachschule), Karl-Marx-Stadt

## Kierownictwo
- 1952-1957 – gen. mjr Karl Linke
- 1957 – płk. Erich Ripperger[2]
- 1957-1959 – płk Willy Sägebrecht
- 1959-1975 – gen. por. Arthur Franke
- 1975-1982 – gen. por. Theo Gregori
- 1982-1990 – gen. por. Alfred Krause
- 1990 – płk dr Manfred Zeise

## Siedziba
- 1952 w Berlin-Pankow przy Neuen Schönholzer Straße 16, częściowo przy Buchhornstraße in Berlin-Wendenschloß
- od 1956 jako Zarząd Spraw Ogólnych (niem. Verwaltung für Allgemeine Fragen), następnie Zarząd 19 (Verwaltung 19) w Berlin-Mitte, Behrendstrasse 42-45
- do 1957 niektóre komórki mieściły się w obiekcie Wendenschloß (Objekt Wendenschloß) przy Buchhornstraße 42-44 oraz przy Walter-Rathenau-Straße 21 w Grünheide
- Zarząd Koordynacji (Verwaltung für Koordinierung) w Berlin-Grünau, Regattastrasse 25-29
- od 1959 jako Zarząd 12 (12. Verwaltung), następnie Zarząd Wywiadu (Verwaltung Aufklärung) w Berlin-Schönweide, Schnellerstrasse 139
- od 1975 jako Zarząd Wywiadu (Verwaltung Aufklärung), od połowy lat 80 XX w. Pion Wywiadu (Bereich Aufklärung) w Berlin-Köpenick, Oberspreestrasse 61-63; pod przykrywką „Instytutu Matematyczno-Fizycznego NAL” (Mathematisch-Physikalisches Institut der NVA); obecnie siedziba Powiatowej Komendy Wojskowej Bundeswehry (Bundeswehr Kreiswehrersatzamt I).